# Петдесет нюанса по-тъмно
„Петдесет нюанса по-тъмно“ (на английски: Fifty Shades Darker) е щатска еротична романтична драма от 2017 г. на режисьора Джеймс Фоли, по сценарий на Ниал Ленърд, базиран на едноименния роман от 2012 г., написан от Е. Л. Джеймс. Като втора част от филмовата поредица „Петдесет нюанса“ и продължение на „Петдесет нюанса сиво“ (2015), във филма участват Дакота Джонсън, Джейми Дорнан, Ерик Джонсън, Елоиз Мъмфорд, Бела Хийткоут, Рита Ора, Люк Граймс, Виктор Расук, Ким Бейсинджър и Марша Гей Хардън.
Снимачният процес на филма и продължението „Петдесет нюанса освободени“ (2018) започват на 9 февруари 2016 г. в Париж и Ванкувър. Премиерата на филма е в Съединените щати на 10 февруари 2017 г. Филмът получава девет номинации за наградата „Златна малинка“.

## В България
На 10 февруари 2017 г. филмът излиза по кината от „Форум Филм България“, а на 12 юни в същата година е издаден на DVD и Blu-Ray от „А Плюс Филмс“.
На 1 февруари 2021 г. филмът е излъчен премиерно по „Би Ти Ви Синема“ с български дублаж, записан в студио „Медиа Линк“. Екипът се състои от:
| Пост                | Име                                                                                  |
| ------------------- | ------------------------------------------------------------------------------------ |
| Озвучаващи артисти  | Ани Василева Петя Абаджиева Елисавета Господинова Мартин Герасков Станислав Димитров |
| Преводач            | Невена Генчева                                                                       |
| Тонрежисьор         | Сибин Златарев                                                                       |
| Режисьор на дублажа | Веселина Стоилова                                                                    |

На 29 април 2024 г. филмът е излъчен по Кино Нова с втори български дублаж. Екипът се състои от:
| Пост                | Име                                                                                   |
| ------------------- | ------------------------------------------------------------------------------------- |
| Озвучаващи артисти  | Ани Василева Ася Братанова Нина Гавазова Силви Стоицов Здравко Методиев Ивайло Велчев |
| Преводач            | Стефан Тасев                                                                          |
| Тонрежисьор         | Лазар Йончев                                                                          |
| Режисьор на дублажа | Димитър Кръстев                                                                       |